# Mariedamm – en dag, ett år, ett liv
Mariedamm – en dag, ett år, ett liv är en svensk dokumentärfilm från 1977 i regi av Bengt Danneborn och Göran Åslund. Filmen visar det lilla samhället Mariedamm i Askersunds kommun i södra Närke under fyra årstider. Filmen visar hur människor flyttar från orten och hur detta påverkar sociala strukturer.

### Fotnoter
1. ↑  ”Mariedamm – en dag, ett år, ett liv”. Svensk Filmdatabas. http://sfi.se/sv/svensk-filmdatabas/Item/?itemid=5010&type=MOVIE&iv=Basic&ref=/templates/SwedishFilmSearchResult.aspx?id%3d1225%26epslanguage%3dsv%26searchword%3dMariedamm+-+en+dag,+ett+%C3%A5r,+ett+liv%26type%3dMovieTitle%26match%3dBegin%26page%3d1%26prom%3dFalse. Läst 3 maj 2013.